# Škoda 17E
Lokomotiva typu 17E je úzkorozchodná odklizová elektrická lokomotiva na stejnosměrný proud určená pro nákladní dopravu a posun na důlních drahách. Vyráběla ji plzeňská firma Škoda (prototypy a první tři série) a následně SMZ (Strojárske a metalurgické závody) Dubnica nad Váhom (posledních 5 sérií) v letech 1957–1966.

## Vývoj a výroba
Na počátku 50. let 20. století existovalo v Československu mnoho průmyslových provozů, vybavených tratěmi o rozchodu 900 mm. Byly zde ale provozovány výhradně parní lokomotivy (z ČKD nebo od zahraničních výrobců), které svými výkony nárokům rozvíjejícího se socialistického průmyslu nestačily, proto bylo rozhodnuto většinu důležitých provozů elektrifikovat. Po zkušenostech s dříve vyrobenými lokomotivami typů 10ELo, 11ELo a 14E pro mostecké důlní dráhy byl vývoj nové úzkorozchodné elektrické lokomotivy zadán plzeňské Škodovce (tehdy pod názvem Závody V. I. Lenina, ZVIL). První prototypy byly dokončeny v roce 1957 a předány do zkušebního provozu v lomu Ležáky poblíž Mostu. O rok později došlo k zahájení sériové výroby a do roku 1962, kdy byla výroba kvůli plným výrobním kapacitám předána do SMZ v Dubnici, se v Plzni vyrobilo 114 lokomotiv. Tyto stroje získaly jak SHD (Severočeské hnědouhelné doly) v Mostě, tak sokolovské HDB (Hnědouhelné doly a briketárny). Dubnické stroje, vyrobené v celkovém počtu 148 kusů, doplnily park lokomotiv na SHD i HDB a zbytek odebraly například závody DNT v Prunéřově a Mangano-kyzové závody (MKZ) ve Chvaleticích u Přelouče. Atypickou se stala série dvanácti strojů továrního typu K2K, vyrobená pro úzkorozchodnou dráhu Bordžomi – Bakuriani v SSSR (dnešní Gruzii). Kromě nestandardního rozchodu 912 mm[rozpor] tyto stroje nemají boční sběrače a další detaily.

## Technický popis

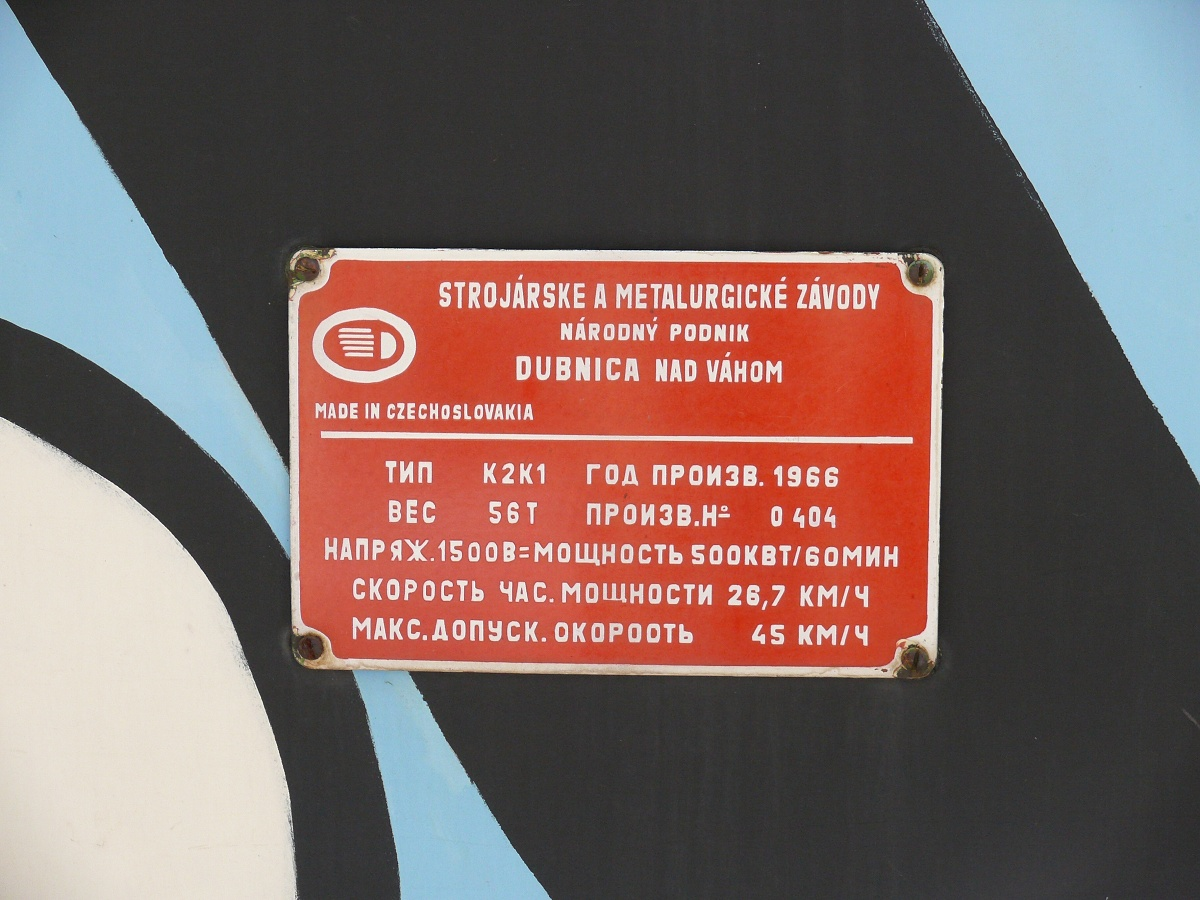
Výrobní štítek stroje typu 17E

Vzhledem ke svému určení jsou tyto lokomotivy od běžných strojů, provozovaných na civilních železnicích, dosti odlišné. Skříň je podlouhlá se dvěma nízkými představky, mezi nimiž je uprostřed rámu kabina strojvedoucího. Hlavní rám je velmi masivní a plynule přechází i do bočnic lokomotivy. V představcích se nacházejí rozjezdové odporníky, vzduchojemy, kompresor a další zařízení. Na stanovištích jsou dva řídicí pulty, otočené navzájem proti sobě. Při jízdě strojvedoucí vyřazuje rozjezdové odpory a zařazováním jízdních stupňů může regulovat výkon a rychlost lokomotivy. Pojezd tvoří dva dvounápravové podvozky, na nichž je uložena celá skříň. V podvozcích jsou uloženy čtyři tlapové trakční elektromotory (pro každou nápravu jeden) o celkovém výkonu 440 kW.
Odběr proudu zajišťuje celkem šest sběračů - dva hlavní, umístěné na nástavcích mimo střechu kabiny, a čtyři boční, namontované na konzolách nad představky a umožňující napájení z boční troleje (např. pod důlními násypkami apod.). Stroje pro Gruzii tyto boční sběrače nemají, jelikož v tamním provozu je trolej výhradně v klasické poloze nad kolejemi.
Kromě klasické vzduchové samočinné a přímočinné brzdy je lokomotiva vybavena i brzdou elektrodynamickou. Při odstavení se využívá zajišťovací ruční brzda.

## Využití a provoz
V Československu našly stroje tohoto typu největší uplatnění ve vlečkových důlních provozech v Podkrušnohoří. Hlavními lokalitami provozu byly:
- Sokolovsko - areály lomů Družba, Jiří, Michal, Silvestr a dalších (podnik HDB)
- Kadaňsko - síť drah v okolí Prunéřova a Tušimic (DNT)
- Mostecko - provoz v lomu Ležáky u Kopist (dnes je lom zatopen a vzniklo zde Mostecké jezero)
- Bílinsko - lomy poblíž Bíliny a Ledvic (stejně jako na Mostecku, i zde provoz spadal pod společnost SHD a později SD)
- Ústecko - lokalita dolu Chabařovice poblíž Ústí nad Labem

Zvláštním případem provozu strojů 17E byla průmyslová dráha u Chvaletic ve středních Čechách, patřící Mangano-kyzovým závodům (MKZ). Vlaky zde dopravovaly vytěžený pyrit z těžebních lokalit k úpravně a drtírně. Provoz zde ale nevydržel dlouho a od roku 1975 už dráha sloužila jen k dopravě kamene, který zde byl později taktéž těžen. O čtyři roky později však místní provoz zanikl úplně a lokomotivy byly předány k HDB na Sokolovsko. Prostor lomu byl později využit pro stavbu chvaletické elektrárny.

### Podkrušnohorské provozy

#### Sokolovsko

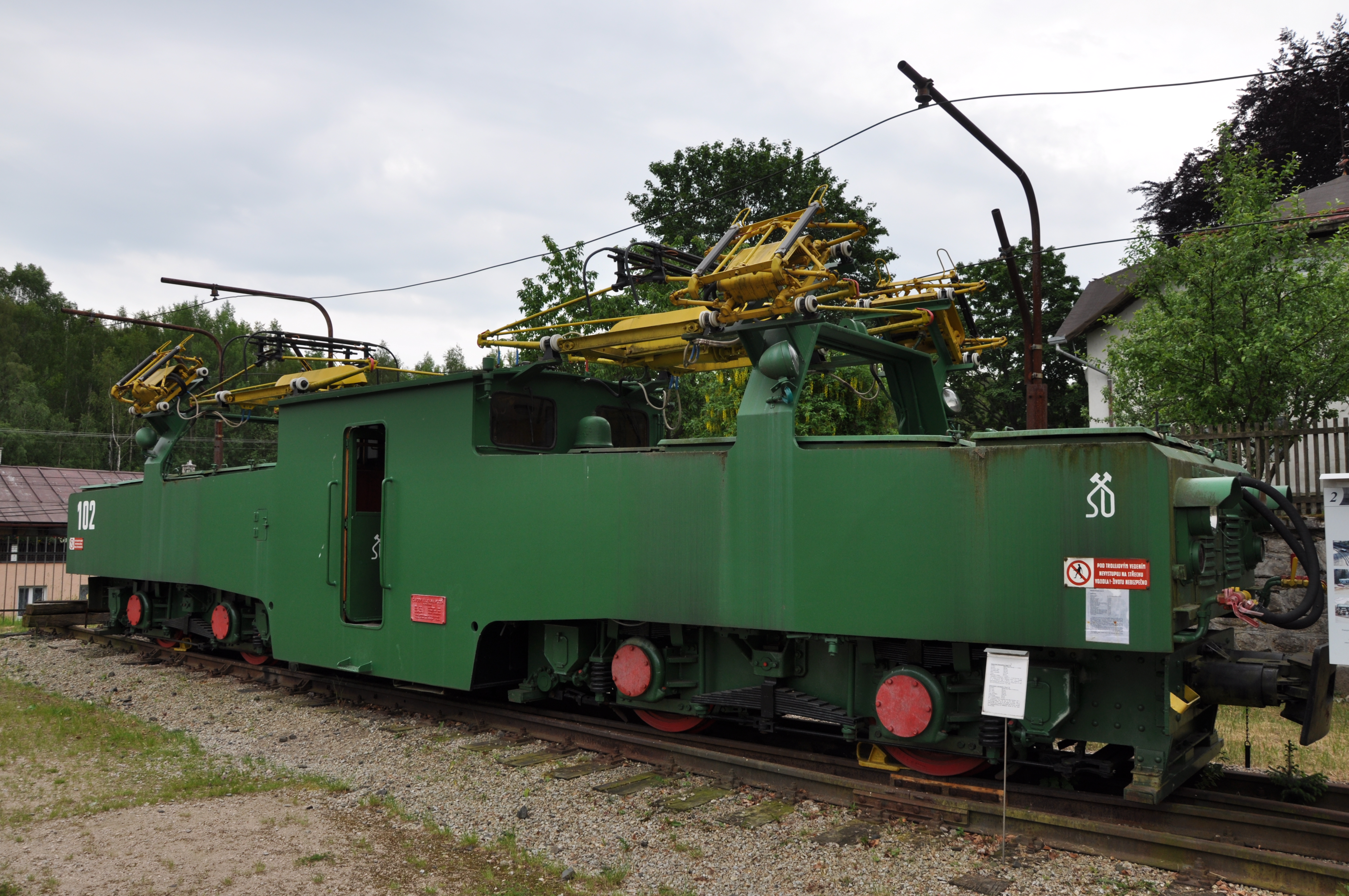
Lokomotiva typu 17E v hornickém muzeu v Krásnu

Vůbec největším provozovatelem strojů typu 17E se stal podnik HDB, těžící hnědé uhlí v Sokolovské pánvi. První stroje sem přišly již v první sérii 17E1 v roce 1958 a se zvyšujícím se objemem dopravy byly dodávány stále další - dodávky pokračovaly až do roku 1966, kdy dorazili poslední zástupci série 17E8 již z Dubnice. Celkový počet zde provozovaných lokomotiv přesáhl 100 kusů a využívány byly ke všem typům výkonů na mnoha dolech - největší lokalitou byly areály dolů Marie, Dukla, Družba a Jiří. Samotným centrem úzkorozchodného provozu pak byla Svatava. V dobách největšího rozsahu koncem 80. let délka sítě dosahovala téměř 300 kilometrů. V devadesátých letech však provoz postupně upadal a po roce 2000 bylo rozhodnuto o jeho likvidaci. Doprava uhlí byla ukončena na jaře 2003 a vůbec poslední výkon zde odjely stroje typu 17E dne 7. 5. 2003. Poté byla celá síť zlikvidována a lokomotivy skončily ve šrotu. Jedna z nich ale byla zachována a dnes je k vidění v hornickém muzeu v Krásnu.

#### Kadaňsko
Provoz strojů typu 17E probíhal v Prunéřově a Tušimicích od roku 1967. Využívány byly především k dopravě uhlí a skrývky na lomu Nástup – Tušimice a přilehlém okolí. Po dokončení Kadaňsko-tušimické dráhy však místní úzký provoz ztratil na významu a v roce 1986 byl definitivně zastaven. Některé stroje byly sešrotovány, ty v lepším stavu obohatily park vozidel na Sokolovsku.

#### Mostecko
Na Mostecku byly stroje 17E provozovány pouze v jedné, zato velmi rozsáhlé lokalitě v lomu Ležáky. Právě sem byly v roce 1957 dodány ze ZVIL první prototypy tohoto typu a později i další sériové stroje. Délka sítě přesahovala 50 km a strojů zde bylo v provozu několik desítek. S ukončením těžby v Ležákách došlo i ke zrušení tamního provozu - doprava byla ukončena v roce 1988. Provozovatelem byl podnik SHD.

#### Bílinsko
V okolí Bíliny byly hlavními místy úzkého provozu doly Jirásek a Julius Fučík v blízkosti Ledvic a Želének, opět pod hlavičkou společnosti SHD. Kromě těžby uhlí tyto stroje také dopravovaly porcelanit, těžený právě v Želénkách. Na této dráze byl provoz ukončen roku 1991 a krátce nato došlo i na ostatní tratě - úzkorozchodná doprava v Ledvicích byla zrušena v roce 1997 a zbylé tratě sneseny. Některé stroje posloužily jako zdroje náhradních dílů pro stále ještě přežívající sokolovské, ale většina opět skončila na šrotišti.

#### Ústecko
Nejméně zmapovaným místem výskytu lokomotiv 17E jsou doly západně od Ústí nad Labem, v blízkosti Chabařovic. Tyto rovněž spadaly pod koncern SHD. V oblasti dolů Milada - Petri a Milada II byly stroje nasazeny také na dopravu skrývky a vytěženého uhlí. Přestože nebylo celé ložisko vytěženo a zásoby kvalitního uhlí stále existovaly, byly vládou odepsány a bylo rozhodnuto o rekultivaci. Provoz skončil v roce 1991 a poté byl zlikvidován. Na místě bývalého dolu pak vzniklo dnešní jezero Milada.

### Zahraničí

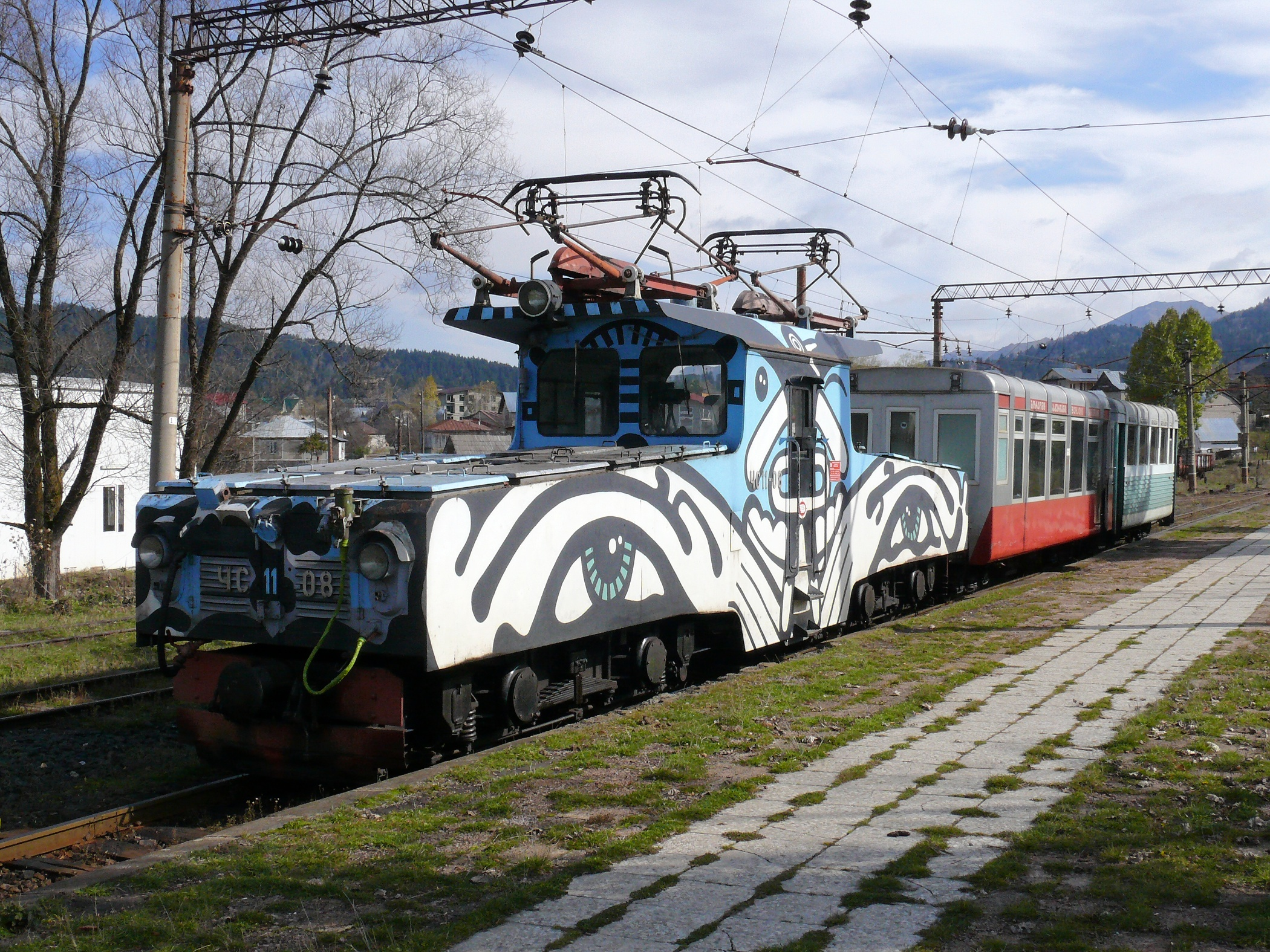
Gruzínský stroj ČS11-08 se pyšní pestrobarevným nátěrem

Díky své konstrukci, vhodné pro provoz na tratích s ostrými oblouky a velkými spády, projevily o tyto lokomotivy zájem také sovětské železnice SŽD s určením pro horskou dráhu z Bordžomi do Bakuriani. Celkem dvanáct strojů bylo pod označením ČS11-01 až 12 vyrobeno v Dubnici v letech 1965–66. Pro provoz na civilní železnici byly lokomotivy upraveny - chybějí jim pomocné boční sběrače, opatřeny jsou jinými spřáhly apod. V souladu s rozchodem dráhy byla také vyrobena dvojkolí pro tamní atypický rozchod 912 mm.[rozpor] Stroje sloužily v osobní i nákladní dopravě a osvědčily se; na těžké nákladní vlaky se dřevem byly nasazovány ve dvojicích. V roce 1991 byla ukončena nákladní doprava na odbočce do Bakurianis Andesiti a později také na celé trati. Část lokomotiv byla odstavena a v provozním stavu zůstává jen okolo čtyř strojů, střídajících se na pouhých dvou párech osobních vlaků.
Po zrušení úzkorozchodného provozu na Sokolovsku v roce 2003 byla většina lokomotiv zrušena a sešrotována. Již dříve však o některé projevil zájem provozovatel elektrárny TENT (Termo elektrarna Nikola Tesla) v Obrenovaci v Srbsku. Odkoupeny byly dvě lokomotivy, které zde po příslušných úpravách zajišťují posun a dopravu na uhelné dráze z Vreoci do elektrárny.

### Související článek
- Důlní dráhy na Mostecku